# シャイン (テイク・ザットの曲)
「シャイン」（Shine）はイギリスのポップグループ、テイク・ザットのシングル曲。アルバム『ビューティフル・ワールド』に収録されている。メイン・ヴォーカルはマーク・オーエンがつとめた。

## 背景
楽曲はイギリスの大手百貨店モリソンズのクリスマスシーズンCMに2007年から毎年使用されている。またチャンネル4のスケッチ・コメディー番組The Kevin Bishop Showの中でも使用された。
テイク・ザットにとって9枚目のナンバーワンシングルであり、イギリスの音楽史上7組のみの地位に立った。
コンサートではイントロにエレクトリック・ライト・オーケストラの「ミスター・ブルー・スカイ」を使用しており、「ビューティフル・ワールド・ツアー」でも「ザ・サーカス・ライヴ」でも「プログレス・ライヴ」でも同じアレンジがされている。
イギリスの音楽著作権団体PPLが2009年12月に発表した調査によると、「シャイン」は2000年代で二番目に最も多く再生され使用された楽曲である事が分かった。
歌詞はマークが担当し、その内容は暗にテイク・ザットの元メンバーロビー・ウィリアムズに向けたものである。これは、ロビーの脱退後もメンバーで唯一連絡を取っていたマークからのロビーに対するエールであった。またロビーとの関係が最も悪かったゲイリーも、歌詞の意味については薄々気が付いていた。

## チャート
UKチャート1週目は84位であった。これはCDの販売枚数に制限があったからである。2週目に30位にランクインすると、2007年3月4日に1位を獲得。2週間1位の座を守り抜いた。また同じ週にアイルランドでは20位から2位にランクアップした。この曲がUKチャート1位を獲得したことによって、テイク・ザットにとって10枚目のチャート1位獲得曲となった。
2008年ブリット・アワードベストシングル部門受賞。

## ミュージックビデオ
2007年1月25日にチャンネル4で初めて公開された。監督はジャスティン・ディッケル。ビデオはコレオグラファーとして著名なバスビー・バークレー調のミュージカルナンバーがコンセプトで、様々なミュージカルのオマージュシーンがある。なおダンサーの衣装デザインはマークによるものである。

## カバー
イギリスのシンガーソングライター、リリー・アレンが「Who'd Have Known」のサビ部分にこの曲をサンプリングしている。

## トラックリスト
UK
1. "Shine"
2. "Trouble With Me"

ドイツ
1. "Shine"
2. "We Love To Entertain You (メインミックス)"

ドイツ (エンハンスド)
1. "Shine (ラジオミックス)"
2. "Trouble With Me"
3. "Patience (Stripped Down)"
4. "Shine (ビデオ)"

オランダ (エンハンスド)
1. "Shine"
2. "Trouble With Me"
3. "Patience (アコースティック)"
4. "Take That in Goede Tijden, Slechte Tijden (ビデオ)"